# Fiorenzo Marini
Fiorenzo Marini (n. 14 martie 1914, Viena, Austro-Ungaria – d. 25 ianuarie 1991, Chieri, Piemont, Italia) a fost un scrimer italian, medaliat olimpic. A participat la 2 ediții ale Jocurilor Olimpice (1948, 1960) în care a câștigat o medalie de aur.